# 鋳造技能士
鋳造技能士（ちゅうぞうぎのうし）とは、日本の国家資格である技能検定制度の一種で、都道府県職業能力開発協会（問題作成等は中央職業能力開発協会）が実施する、鋳造に関する学科及び実技試験に合格した者をいう。

## 概要
鋳造に必要な技能を認定する国家資格(名称独占資格)である。
等級には、特級及び1級〜2級まであり、特級は管理者または監督者が通常有すべき技能の程度、1級〜2級はそれぞれ上級技能者、中級技能者が通常有すべき技能の程度と位置づけられている。
技能検定試験においては「鋳鋼鋳物鋳造作業」、「鋳鉄鋳物鋳造作業」、「銅合金鋳物鋳造作業」、「軽合金鋳物鋳造作業」に区分される。
なお、職業能力開発促進法により、鋳造技能士資格を持っていないものが鋳造技能士と称することは禁じられている。また、鋳造技能士は、職業訓練指導員 (鋳造科)の実技試験免除資格になっている。

## 実技作業試験内容

### 鋳造(鋳鋼鋳物鋳造作業)
- 特級：工程管理、作業管理、品質管理、原価管理、安全衛生管理、作業指導及び設備管理について行う。試験時間＝3時間
- 1級：課題図に示す鋳造品(シーブ　SC450)の鋳型を与えられた木型等によって造型する。ただし、造型作業については、生型法又は炭酸ガス型法のいずれかを選択して行う。試験時間＝5時間30分
- 2級：課題図に示す鋳造品(トラニオン SC450)の鋳型を与えられた木型等によって造型する。ただし、造型作業については、生型法又は炭酸ガス型法のいずれかを選択して行う。試験時間＝3時間

### 鋳造(鋳鉄鋳物鋳造作業)
- 特級：工程管理、作業管理、品質管理、原価管理、安全衛生管理、作業指導及び設備管理について行う。試験時間＝3時間
- 1級：所定の模型を使用して、主型及び主中子を手込めにより造型し、フロート・チャンバ(製品重量約11kg、材質FC200又はFC250相当)を製作する。なお、造型はCO2型法、生型法及び自硬性型法のいずれかによるものとし、注湯作業及び型ばらし作業も行う。試験時間＝3時間
- 2級：所定の模型を使用して、すり合わせ定盤(製品重量約16kg、材質FC200又はFC250相当)を製作する。なお、造型はCO2型法、生型法及び自硬性型法のいずれかによるものとし、注湯作業及び型ばらし作業も行う。試験時間＝3時間

### 鋳造(銅合金鋳物鋳造作業)
- 1級
- 2級

### 鋳造(軽合金鋳物鋳造作業)
- 1級
- 2級